# Neophrissoma umbrinum
Neophrissoma umbrinum là một loài bọ cánh cứng trong họ Cerambycidae.